# Schrei der Großstadt
Schrei der Großstadt (Originaltitel Cry of the City) ist ein in Schwarzweiß gedrehter US-amerikanischer Film noir von Robert Siodmak aus dem Jahr 1948. Er entstand nach dem Roman The Chair for Martin Rome von Henry Edward Helseth.

## Handlung
Nach einer Schießerei mit einem Polizisten, bei der dieser ums Leben kam, landet der Ganove Martin Rome lebensbedrohlich verletzt im Sicherheitstrakt eines Krankenhauses. Sein einstiger Jugendfreund, Polizeileutnant Candella, und der korrupte Anwalt Niles suchen ihn nacheinander auf, da in Romes Besitz ein Ring aus einem brutalen Raubmord gefunden wurde. Rome leugnet die Mittäterschaft. Er kann durch seinen Charme eine ältere Krankenschwester dazu bewegen, seine minderjährige Freundin Teena heimlich bei ihr zu verstecken, ehe man auch sie wegen des Raubs befragt. 
Nach der Operation und seiner Überstellung ins Gefängnis flieht Rome mithilfe des alten Häftlings Orvy. Er sucht Niles auf, erzwingt den Zugang zu dessen Safe und findet neben Bargeld auch die Juwelen aus dem Raubmord, den man ihm anlasten wollte. Niles versucht, an die Pistole in seinem Schreibtisch zu gelangen, und wird von Rome erstochen. Beim Handgemenge hat Niles versehentlich seine Sekretärin erschossen, die Zeugin der Attacke wurde. Rome versucht, sich einstweilen in seinem Elternhaus zu verstecken. Seine Mutter macht ihm Vorwürfe wegen der Morde und will ihn hinauswerfen. Candella taucht in der Wohnung auf; assistiert von seinem halbwüchsigen Bruder, der ihn bewundert, kann Rome aber fliehen. Daraufhin versucht Candella dem Jungen zuzureden, sich nicht ebenfalls auf die schiefe Bahn zu begeben. Da sich Romes Verletzungen durch Vernachlässigung wieder schmerzhaft bemerkbar machen, lässt sich Rome von seiner Bekannten Brenda zu Dr. Veroff bringen. Der Arzt ohne Zulassung behandelt hastig seine eiternden Wunden für 200 Dollar in Brendas Wagen, nachdem Rome bereits das Bewusstsein verloren hat. Wiederhergestellt, sucht er die Masseuse Rose auf, die in den Raubmord verwickelt war, und bietet ihr die Juwelen im Tausch gegen Bargeld und einen Wagen für seine geplante Flucht nach Südamerika an. Rose lässt sich zuerst zum Schein auf das Geschäft ein, zwingt aber dann stattdessen Rome – der sie zuvor per Anruf bei der Polizei verpfiffen hat – den in einem Bahnhofsschließfach deponierten Schmuck auszuhändigen. 
Dort treffen auch Candella und mehrere Polizisten ein. Rose will Rome erschießen, verletzt aber beim Handgemenge Candella mit einem Revolverschuss. Rome kann erneut flüchten. Er bittet seinen jüngeren Bruder Tony, ihm die Ersparnisse ihrer Eltern zu bringen, und verabredet sich mit Teena in einer Kirche. Candella, der trotz seiner Schussverletzung aus dem Krankenhaus floh, taucht auf und kann Teena überreden, sich nicht Rome anzuschließen. Er denke nur an sich und nutze andere Menschen stets nur für seine Zwecke; ihr drohe das gleiche Schicksal. Teena verlässt die Kirche. Bei einem neuerlichen Fluchtversuch wird Rome von Candella erschossen. Tony, der es nicht über sich brachte, das Geld seiner Eltern zu entwenden, findet seinen toten Bruder auf dem Gehsteig auf. Im Polizeiauto bricht er weinend zusammen.

## Hintergrund
Obwohl Regisseur Robert Siodmak bei Universal Pictures unter Vertrag stand, wurde er regelmäßig an andere Produktionsgesellschaften „ausgeliehen“, so im Falle von Schrei der Großstadt an 20th Century Fox. Fox-Produktionschef Darryl F. Zanuck ließ mehrere Drehbuchfassungen nach Helseths Roman anfertigen, unter anderem von Ben Hecht und Charles Lederer, bis er sich mit dem Ergebnis zufrieden zeigte. Siodmak zog wegen der größeren Kontrolle die Dreharbeiten im Studio der Arbeit „on location“ (= am Originalschauplatz) vor, doch Zanuck plante einen weiteren semi-dokumentarischen Film noir im Stil von Der Todeskuß und Bumerang und ließ Teile des Films in New York drehen. Siodmaks Zusammenarbeit mit seinem Star Victor Mature gestaltete sich zunehmend schwierig, nachdem er die Rolle des Martin Rome, die ursprünglich Mature spielen sollte, Richard Conte gab.
Schrei der Großstadt startete am 29. September 1948 in New York und am 13. Juli 1950 in den Kinos der BRD.
In späteren Jahren wiesen Kritiker wiederholt auf die ähnlichen Grundmotive – Freunde aus Kindheitstagen landen auf den entgegengesetzten Seiten des Gesetzes und geraten in Konflikt – zwischen Schrei der Großstadt und Manhattan Melodrama (1934) hin oder bezeichneten ersteren als direktes Remake.

## Kritiken
„Die Authentizität von Schauplätzen und Dialogen und herausragende Figurenzeichnungen von Stars und Nebendarstellern verhelfen einem bekannten Thema zu Überzeugungskraft und nicht wenig Unterhaltungswert. […] Understatement zeichnet sowohl Robert Siodmaks Regie als auch Richard Murphys prägnantes Drehbuch aus. […] ‚Schrei der Großstadt‘ mag stellenweise grell erscheinen, aber Botschaft, Geschichte und Darsteller sind durch und durch wirkungsvoll.“

„Starke Atmosphäre und schwache Dramaturgie in einem harten Kriminalfilm.“